# Bazyli Władysław Boreysza
Bazyli Władysław Boreysza herbu Wadwicz – wojski starodubowski w latach 1672-1688, dworzanin Jego Królewskiej Mości.
Jako poseł starodubowski na sejm konwokacyjny 1674 roku był członkiem konfederacji generalnej zawiązanej 15 stycznia 1674 roku na tym sejmie.